# Myst
Myst es un juego de aventura gráfica de tipo point-and-click diseñada por los hermanos Robyn Miller y Rand Miller. Fue desarrollado por Cyan, Inc, en Washington y publicado y distribuido por Brøderbund. Los hermanos Miller comenzaron su trabajo con Myst en 1991, en un ordenador Macintosh, y su adaptación a la plataforma Windows fue lanzada el 24 de septiembre de 1993.
Myst tuvo un gran impacto en los juegos de primera persona, dando lugar a muchos otros juegos que siguieron su estilo de juego, por lo que algunos aficionados los han llamado «clones de Myst».

## Logros
Myst tuvo un gran éxito con sus secuelas y se vendieron más de 6 millones de copias, consiguiendo el premio al «Juego más vendido de todos los tiempos» hasta 2002, en que fue reemplazado por Los Sims. Actualmente ocupa el lugar número 18 en los juegos de PC más vendidos de la historia.

## El juego

Un libro portal.

El juego es una aventura gráfica que se realiza en un mundo interactivo. El jugador puede mover su personaje haciendo clic con el ratón en el lugar que él desee, e interactuar con objetos específicos con sólo hacer clic en ellos. En este tipo de juegos no hay enemigos, sino un conjunto de acertijos que se deben resolver. 
Para completar el juego, el jugador debe descubrir y seguir pistas que lo transportarán a otras eras, las cuales serán «mini-mundos» diferentes. Después de viajar a muchas eras de Myst, Selenitic, Stoneship, Mechanical y Channelwood, el jugador puede retornar al punto de inicio, la Isla Myst, con toda la información necesaria para completar el juego.
Según los creadores, el juego está inspirado en el libro La Isla misteriosa, del escritor francés Julio Verne. También los fanes creen [cita requerida]que una fuente de inspiración fue la novela La invención de Morel de Adolfo Bioy Casares, en el que una persona desconocida viaja por una isla surrealista.

## Historia
En cierto modo, hay dos versiones diferentes de la historia en el juego; una es la «historia real», que fue recuperada de los manuscritos D'ni (tal y como se menciona en el manual de instrucciones), mientras que la otra versión incluye libertades que los diseñadores usaron para transformar la «historia real» en un juego.

Números del lenguaje D'ni.

Bajo unas oscuras circunstancias, una persona misteriosa conocida como el Extraño (el jugador, se asume que es un varón para simplificar esta descripción, aunque «Stranger» en inglés no determina el sexo) encuentra un extraño libro llamado Myst. De acuerdo al manual de instrucciones, lee el libro y descubre una detallada descripción de un mundo isleño. El Extraño pone su mano sobre la última página y es transportado a ese mundo en el cual únicamente tiene la opción de explorar. Sin embargo, estos sucesos ocurren de forma ligeramente diferente en el juego. Cuando abre el libro, el Extraño descubre que la primera página está ocupada por una única imagen en movimiento o panel enlazable. Esa imagen muestra la vista aérea de una isla. Al tocar la imagen, el Extraño es transportado a la isla y es abandonado allí sin más opción que explorarla.
La Isla Myst contiene una biblioteca donde se pueden encontrar dos libros: uno rojo y uno azul. Esos libros son trampas para Sirrus y Achenar, respectivamente, dos hombres que dicen ser los hijos de Atrus. Atrus es el misterioso y poderoso propietario de la Isla Myst que puede escribir libros especiales («libros portales» o «libros enlazables») mediante una antigua práctica conocida como El Arte, que transporta al usuario entre mundos o «Eras» que describen. Desde los paneles enlazables de sus libros, Sirrus y Achenar ruegan al Extraño que les deje escapar. Sin embargo, a los libros les faltan varias páginas, así que sus mensajes son poco claros al principio.
Conforme el Extraño continúa explorando la isla, más libros son descubiertos escondidos tras complejos mecanismos y puzles. Hay cuatro libros en total, cada uno de ellos enlazando a mundos diferentes o Eras. El Extraño debe explorar cada Era, encontrar las páginas rojas y azules escondidas en esa Era y luego regresar a Myst.

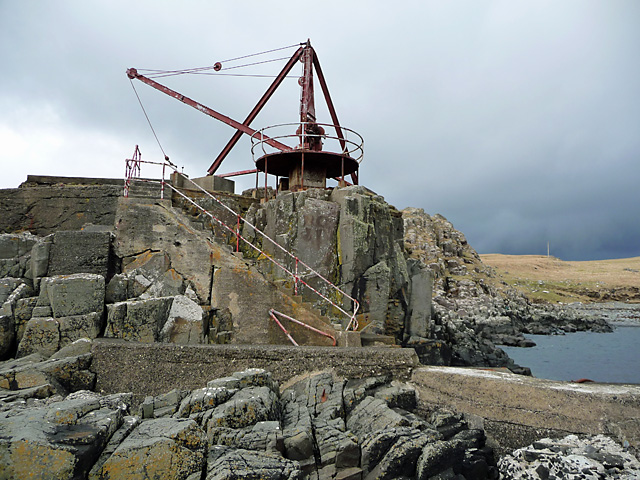
Un lugar de Gran Bretaña que se parece mucho al inicio de Myst.

Esas páginas pueden ser repuestas en su libro correspondiente. Cuando el Extraño añade más páginas a los libros, ambos hermanos pueden hablar más y de forma más clara. Durante todo este proceso, ambos hermanos mantienen que no se debe confiar en el otro hermano. Tras recoger cuatro páginas, los hermanos pueden hablar tan claramente que pueden decirle al Extraño dónde está escondida la quinta página. Si el extraño da a cada hermano su quinta página, ellos se liberarán. El extraño ha de elegir. ¿Ayudará a Sirrus o a Achenar? ¿O a ninguno?
Los hermanos ruegan ser liberados y, por encima de todo, que el jugador no toque el libro verde que está almacenado en la misma localización que las últimas páginas. Ellos dicen que ese libro es como el suyo y que si lo abre, el Extraño quedará aprisionado en él. En verdad el libro lleva hasta D'ni, donde su padre Atrus está encerrado. Atrus pide al jugador que le lleve la última página que está escondida en la Isla Myst. Él no puede ejercer justicia sobre sus hijos en Myst sin la última página. La nota que explica cómo alcanzar la página ha sido rota y llevada a dos de las Eras por los hermanos. La única forma de alcanzar la victoria es esta: entrar en D'ni sin la página lleva a un aprisionamiento eterno y liberar a cualquiera de los hermanos lleva al jugador a quedar atrapado en su libro.
Las respuestas a las Preguntas más frecuentes (FAQ) de la página web de Cyan, Inc sugieren que en la «historia real» Sirrus y Achenar fueron hechos prisioneros en Eras, no atrapados en sus libros, lo que significa que no hubieran podido tener comunicación alguna con el Extraño. Tras revelar los misterios de la historia pasada de Myst, se fijó que los sucesos descritos en ella suceden a principios de 1800.

## Eras
Durante el juego, el jugador descubre cuatro libros que permiten a una persona viajar al mundo que el libro describe. El Arte de Escribir era practicado por los D'ni, una antigua civilización que vivió en una gran caverna en las profundidades de la tierra.
El juego incluye las siguientes Eras:
- Isla Myst, la Era inicial. Esta isla permanece como punto central durante la trama.
- La Era de los Paseos de Madera, una pequeña y pantanosa Era con paseos de madera que cubren la mayor parte del suelo.
- La Era de Piedra, una pequeña Era que engloba unas cuantas islas rocosas y un barco roto.
- La Era Selenítica, una gran Era que incluye torres rocosas, un pequeño bosque, inmensas cavernas subterráneas y otras cosas.
- La Era Mecánica, una fortaleza rodante montada sobre tres islas.
- La Era Rime, un bono especial al final de realMYST, de PlayStation Portable y en Nintendo DS Myst. Es una pequeña Era con un clima ártico que contiene un laboratorio.
- D'ni (pronunciada rápidamente como dih-ni, pero en ocasiones también como dunny, duh-ni, die-ni, o [incorrectamente] como denai), más tarde se reveló que sólo era una pequeña parte.
- Aguja y Refugio, las Eras prisión del libro rojo y el libro azul, respectivamente. Sólo son accesibles añadiéndoles las páginas perdidas correspondientes. Estas Eras están completamente envueltas en la oscuridad. Sin embargo, el sonido que se escucha puede darnos unas pistas sobre su naturaleza. Aguja tiene un ronroneo suave que parece indicar algún tipo de actividad subterránea y Refugio con un torbellino sonoro parece indicar una constante brisa de aire helado.

## Finales
El juego tiene varios finales:
- Si le das a Sirrus las páginas rojas o a Achenar las azules. En cualquiera de los casos intercambias tu lugar con el hermano correspondiente que se ríe mientras rompe las páginas atrapándote dentro del libro. La estática aparece, cubriendo toda la pantalla. (Final Malo)
- Si vas al libro de Atrus sin la página blanca: Atrus te pregunta por qué no tienes la página.
- Si vas al libro de Atrus llevando la página blanca: le das la página a Atrus y él se marcha para hacer algo. Cuando regresa eres transportado de vuelta a la isla de Myst, donde los libros de Sirrus y Achenar han sido destruidos. (Final Bueno)

## Legado

### Continuaciones
- Riven: es considerado como Myst II. Aquí la historia continua con Atrus pidiéndole ayuda al Extraño para volver y rescatar a su esposa de su padre Gehn, salió al mercado el 29 de octubre de 1997.
- Myst III: Exile: salió simultáneamente para Macintosh y Windows en Norteamérica, el 7 de mayo de 2001, y más tarde para las consolas PlayStation 2 y Xbox. Exile no fue desarrollado por Cyan, Inc, sino por Presto Studios y Ubisoft lo publicó.[4] Exile se desarrolla diez años después de los acontecimientos de Riven y en él se revelan las razones por las que los hijos de Atrus son encarcelados y los desastrosos efectos que su codicia causó.[5]
- Myst IV: Revelation: salió al mercado el 10 de septiembre de 2004, y fue desarrollada y publicada completamente por Ubisoft. La música fue hecha por Jack Wall con la asistencia de Peter Gabriel.[6]
- Myst V: End of Ages: fue el último juego en la saga. Fue desarrollado por Cyan, Inc y salió el 19 de septiembre de 2005.[7]

### Remakes
- Myst Masterpiece Edition: compatible con Windows 2000/XP/Vista. Salió en español.
- RealMyst: fue desarrollado por Cyan, Inc y Sunsoft, y distribuido por Ubisoft. Fue desarrollado para PC, pero actualmente se puede comprar para iPad[8] en el sitio de Cyan, Inc. La versión para PC se puede comprar por Steam.[9] Es el mismo juego Myst pero con gráficos mejorados, totalmente 3D y compatible con Windows XP /Vista /Windows 7 (para este último tiene un soporte no oficial). Solo salió al mercado en inglés aunque hay un proyecto[10] hecho por fans que lo intentan traducir al español.
- Myst para PSP: versión para PSP desarrollado por Hoplite Research. Salió al mercado el 6 de octubre de 2006 y sólo está en inglés.[11]
- Myst para Nintendo DS: versión para Nintendo DS desarrollado por Hoplite Research. Salió al mercado el 13 de mayo de 2008. Sólo en inglés. No fue bien vista por la crítica logrando una nota mediocre por IGN, por ejemplo.[12]
- Myst 3D: versión para Nintendo 3DS. Salió al mercado de Estados Unidos el 27 de marzo de 2012. Fue desarrollado por Hoplite Research[13]

### Otros relacionados
- Uru: Ages Beyond Myst: juego relacionado con Myst, pero no dentro de la misma línea. Fue desarrollado por Cyan, Inc, y salió al mercado el 14 de noviembre de 2003.[14] Uru permitía a los jugadores personalizar sus avatares y renderizaba gráficas en tiempo real. El componente de multijugador se incorporó en la siguiente versión.
- Myst Online: Uru Live: salió el 15 de febrero de 2007, fue desarrollado por GameTap y es un juego multijugador.

### Dispositivos móviles
- Elansar: juego de aventura para Android que tiene el concepto de Myst. Es un desarrollo independiente.[15]

### Novelas
Los hermanos Miller colaboraron con David Wingrove para escribir varias novelas basadas en el universo Myst, las cuales fueron publicadas por Hyperion entre otros. Las novelas se llamaron Myst: el libro de Atrus, Myst: el libro de Ti'ana y Myst: el libro de D'ni, y contienen el trasfondo de los juegos. Fueron vendidas juntas con el nombre de El lector de Myst.